# Famille de Coëtlogon
La famille de Coëtlogon est une famille subsistante de la noblesse française, d'extraction féodale, originaire de Bretagne.

## Origine
La famille de Coëtlogon tire son nom de la châtellenie de Coëtlogon, située près de Loudéac, dans les Côtes-d'Armor en Bretagne.
De nombreux auteurs ont fait remonter la filiation de cette famille à Eudes, chevalier, vivant en 1180, père d'Henry de Coëtlogon, seigneur de Coëtlogon, cité en 1248 comme témoin dans le partage de la succession d'Eudon III de Porhoët. Henry aurait eu deux fils, Jean, seigneur de Coëtlogon, auteur de la branche ainée, et Perrot, seigneur du Guéauduc, auteur de la branche cadette. Cette filiation est cependant lacunaire et n'est pas solidement établie dans ses premiers degrés.

## Histoire
Selon Régis Valette, la filiation prouvée de la famille de Coëtlogon remonte à 1371. Cette famille figura de 1426 à 1543 aux réformations et montres de la noblesse des diocèses de Saint-Brieuc, de Tréguier et de Saint-Malo. 
La famille de Coëtlogon ne fit pas reconnaitre sa noblesse lors de la Grande enquête débutée en 1666. Elle fut cependant admise aux honneurs de la cour en 1781 et en 1784.

## Seigneuries et titres
La famille de Coëtlogon a possédé les seigneuries de Coëtlogon, du Gué, de Kerberio, de La Lande, de Kerdaniel, du Geauduc, de La Gaudinaye, de Lezonnet, de La Bourdelaye, de Mejusseaume, de Romili, etc.
Yves de Coëtlogon (branche cadette), chevalier de l'ordre du Roi, obtint par lettres patentes de 1570 l'érection de sa seigneurie de Méjusseaume en vicomté. René de Coëtlogon (branche ainée) obtint par lettres patentes de 1622 la réunion de la seigneurie de Coëtlogon et de plusieurs autres domaines et son érection en marquisat. Ces deux titres se sont éteints avec leurs premiers bénéficiaires.

## Branche de Méjusseaume et de la Gaudinaye

### Personnalités
- Olivier de Coëtlogon, seigneur du Guéauduc, de la Gaudinaye et de Méjusseaume, premier président de la chambre des comptes de Bretagne en 1460, chevalier de l'Hermine, ambassadeur de Bretagne en France en 1452, 1453 et 1456, et en Angleterre, dont :
  - Robert de Coëtlogon (mort en 1492), abbé de Saint-Méen, mort en réputation de sainteté ;
  - Gilles de Coëtlogon (mort vers 1505), seigneur de La Gaudinaye, conseiller du duc de Bretagne.

- Richard de Coëtlogon, seigneur de Tosny (Eure), il épouse Marguerite de Pillavoine. Il s'illustre dans plusieurs guerres, sous le règne de François Ier et meurt en 1566.

### Filiation
- Louis de Coëtlogon (1597-1657), seigneur de Méjusseaume, conseiller au parlement de Bretagne, marié avec Louise Le Meneust (1602-1657), dame de Bréquigny, dont :
  - René de Coëtlogon (1619-1683), seigneur de Méjusseaume, conseiller d’État, gouverneur de Rennes (1657), dont : 
    - Louise-Philippe de Coëtlogon (1646-1729), connue pour sa longue fidélité au marquis de Cavoye, qu'elle épouse en 1677, après plusieurs années d'un amour platonique contrarié[6] ;
    - Louis-Marcel de Coëtlogon (1648-17 avril 1707), évêque de Saint-Brieuc et évêque de Tournai ;

  - François de Coëtlogon (1631-1706), évêque de Quimper en 1668 ;
  - Guy de Coëtlogon (1635-1712), conseiller au Parlement de Bretagne, procureur général syndic des États de Bretagne (1706-1709)[7], dont :
    - Philippe-Guy de Coëtlogon (1669-1709), seigneur de Mejusseaume. Il se distingue à la bataille de Staffarda et à la bataille de la Marsaille, dont :
      - César de Coëtlogon (1696-1742), mestre de camp, sert comme aide de camp du maréchal de Berwick, procureur général syndic des États de Bretagne (1713-1720)[7] ;

    - Charles Elisabeth de Coëtlogon (1684-1744), dont :
      - Alain de Coëtlogon (1742-1800), grand sénéchal d'Arles, dont :
        - Jean-Baptiste Félicité de Coëtlogon (22 août 1773 - 27 septembre 1827). Lieutenant de cavalerie au moment de la Révolution, il émigre et sert dans l'Armée de Condé, dont :
          - Alain Louis de Coëtlogon (1806-1858), conseiller général du Finistère, maire de Ploudaniel, dont :
            - Arthur Alain de Coëtlogon (1849-1893), fondateur et premier président du Yacht Club de Loctudy, dont postérité subsistante ;

          - Alfred de Coëtlogon (1810-1889), lieutenant général au service de Don Carlos ;
          - Louis-Charles-Emmanuel de Coëtlogon (10 août 1814-novembre 1886), officier, préfet et écrivain français ;

  - Louis de Coëtlogon (1644), vicomte de Loyat, lieutenant général et commandeur de l'ordre de Saint-Louis en 1693, dont :
    - René Charles Elisabeth de Coëtlogon (1673-1734), vicomte de Loyat, procureur général syndic aux États de Bretagne (1720-1734)[7], fit reconstruire le château de Loyat par l'architecte Olivier Delourme de 1718 à 1734, dont :
      - Emmanuel Louis de Coëtlogon (1704-1791), brigadier des armées du roi ;
      - Emmanuel Marie de Coëtlogon (1710), capitaine de vaisseau en 1740 ;

  - Alain Emmanuel de Coëtlogon (1646-7 juin 1730), vice-amiral, maréchal de France.

## Situation contemporaine
La famille de Coëtlogon a adhéré à l'Association d'entraide de la noblesse française en 1946.

## Armes
- De gueules à trois écussons d'hermine, deux et un
- Devise : De tout temps Coëtlogon

## Alliances
La famille de Coëtlogon s'est alliée aux familles : de Derval, de Cambout, de Montauban, d'Acigné, de Beaumanoir, de La Moussaye, du Parc de Locmaria, de Coëtmen, Le Rouge, de Coetquen, de Botherel, d'Aligné, de Parcevaux, de Ruellan, Le Mintier, de Perrien, de Rohan, de Quélen, de Bréhan, de Châteaubriand, de Rosnivinen, de Mathefélon, de Tournemire, de Goësbriand, du Boberil, de Boisgelin, de Fleuriot, Le Gualès de Mézaubran, de La Villéon, Ogier de Cavoye, Johanne de La Carrede de Saumery, de Ségur, de Carné Trecesson, de Sabran, de Clugny, d'Hamel-Bellenglise, du Plessis-Quenquis, d'Artois, de Laage, de Bahunot du Liscoet, de Trogoff de Kerelleau, etc.